# Харченко, Сергей Олегович
Сергей Олегович Харченко (укр. Сергій Олегович Харченко, родился 17 апреля 1976 года в Киеве) — украинский хоккеист, игравший на позиции нападающего. Выступал большую часть карьеры за киевский «Сокол».

## Карьера

### Клубная
Харченко начинал свою карьеру в киевском «Соколе» в родном городе. В составе этого клуба он провёл большую часть карьеры: в 2005, 2006 и 2009 годах выигрывал чемпионат Украины, а также в 1998 и 1999 годах выигрывал Восточно-европейскую хоккейную лигу. Играл в сезоне 1996/1997 ВЕХЛ за киевскую «Льдинку». Некоторое время он играл за рубежом: с 2002 по 2004 годы в Оберлиге Германии за «Фюссен», в сезоне 2006/2007 в Британской элитной хоккейной лиге за «Халл Стингрэйз», с 2009 по 2011 годы за «Бейбарыс» в чемпионате Казахстана (в 2011 году выиграл чемпионат Казахстана). Завершил карьеру в сезоне 2013/2014, выиграв четвёртый титул чемпионата Украины с клубом «Компаньон-Нафтогаз».

### В сборной
Харченко представлял свою страну на юниорских и основных чемпионатах мира. В составе сборной до 18 лет он играл в группе C чемпионатов мира 1993 и 1994 годов, в составе сборной до 20 лет — в 1995 году на чемпионате мира в группе A. На том турнире сборная Украины одолела сборную США со счётом 3:2. В 1999 году выиграл зимнюю Универсиаду.
Через 7 лет в 2002 году он дебютировал в высшем дивизионе чемпионата мира, сыграв на чемпионатах мира 2003, 2004 и 2007 годов в высшем дивизоне и в 2009 году в первом дивизионе. Также Харченко играл за сборную Украины в квалификационном турнире к Олимпийским играм 2006 года. За свою карьеру сыграл 68 матчей, набрав 24 очка (10 голов и 14 результативных передач).

## Достижения
- Чемпион Украины: 2005, 2006, 2009 (все — «Сокол» Киев), 2014 («Компаньон» Киев)
- Чемпион Казахстана: 2011 («Бейбарыс»)
- Чемпион ВЕХЛ: 1998, 1999 (все — «Сокол» Киев)